# Shota Umino
Shota Unno (海田 翔太 Kaida Shōta, nacido el 17 de abril de 1997) es un luchador profesional japonés, quien trabaja actualmente en la New Japan Pro-Wrestling (NJPW) bajo el nombre de Shota Umino.

## Primeros años
Unno nació el 13 de abril de 1997, en el barrio especial de Setagaya en Tokio, Japón. Él es el hijo del árbitro de NJPW Hiroyuki Unno (también conocido bajo su nombre de "Red Shoes Unno").

## Carrera

### New Japan Pro-Wrestling (2017-presente)
Unno hizo su debut en la lucha libre profesional para el territorio de desarrollo de la New Japan Pro-Wrestling (NJPW) Lion's Gate el 13 de abril de 2017, perdiendo ante Taka Michinoku en su evento Lion's Gate Project 4. Luego hizo su debut para la lista principal de NJPW en Road to Wrestling Dontaku 2017 el 22 de abril, bajo el nombre ligeramente modificado como Shota Umino, como un "young lion", perdiendo contra el young lion Hirai Kawato. Umino obtuvo su primera victoria en un combate por equipos de seis hombres en la primera noche del evento Best of the Super Juniors 24, haciendo equipo con Tomoyuki Oka y Volador Jr. para derrotar a Tetsuhiro Yagi, Katsuya Kitamura y ACH, después de que Oka cubriera a Yagi. Durante los siguientes meses, Umino dividiría su tiempo entre la lista principal de NJPW y Lion's Gate. Umino competiría en la Young Lion Cup 2017, pero no ganó, con una posición final de 4 puntos (dos victorias y tres derrotas).
En abril de 2018, el principal de Umino organizó el Lion's Gate Project 11, donde se unió con Yuji Nagata en una derrota ante Ayato Yoshida y Go Asakawa. Umino luego perdería ante Yoshida en un combate individual en el evento principal de Lion's Gate Project 13 en junio. En 2018, Umino luchó para el evento de dos noches promovido dualmente NJPW y Revolution Pro Wrestling en Strong Style Evolved UK. Perdería ante Great-O-Kharn en la noche 1, y Yuji Nagata en la noche 2. Umino y Yoshida posteriormente formarían un equipo y competirían en la World Tag League 2018 en noviembre, donde no pudieron ganar con una posición de 0 puntos (0 victorias y 13 derrotas). Umino también luchó en el torneo de New Japan Cup 2019, pero perdió ante Hiroshi Tanahashi en la primera ronda.
El 22 de febrero de 2019, Umino perdió ante Zack Sabre Jr. en Honor Rising: Japan, un evento promovido conjuntamente por NJPW y la empresa estadounidense Ring of Honor (ROH). El 9 de junio en Dominion 6.9 in Osaka-jo Hall, Umino perdió ante el Campeón Peso Pesado de los Estados Unidos de IWGP Jon Moxley. Después de la derrota, Moxley declararía su aprecio por los esfuerzos de Umino y adoptaría a Umino como su compañero de equipo y mánager para sus luchas. Su debut como equipo cayeron derrotados contra Jeff Cobb y Ren Narita el 14 de julio, que perdieron después de que Umino fue cubriro por Cobb. Alrededor de este tiempo, también se uniría con Tomohiro Ishii, Yota Tsuji y Hiroshi Tanahashi.
En Royal Quest el 31 de agosto, Umino se unió a Ren Narita y Ryusuke Taguchi con una derrota ante Roppongi 3K (Rocky Romero, Sho y Yoh). Umino luego pasaría a competir en la Young Lion Cup 2019. Aunque perdería en su primera lucha del torneo ante Clark Connors, Umino ganaría sus próximos cuatro luchas contra Ren Narita, Michael Richards, Yuya Uemura, Alex Coughlin y Yota Tsuji. pero perdió el partido final del torneo ante Karl Fredericks, al no ganar el torneo con un puntaje final de 10 puntos. Tras el final del torneo, se anunció que Umino comenzaría una excursión de aprendizaje en el Reino Unido.

## Campeonatos y logros
- Revolution Pro Wrestling
  - Revolution Rumble (2020)

- Pro Wrestling Illustrated
  - Situado en el Nº334 en los PWI 500 de 2019[31]
- Wrestling Observer Newsletter
  - Lucha 5 estrellas (2023) con Blackpool Combat Club (Jon Moxley & Claudio Castagnoli) vs. CHAOS (Kazuchika Okada & Tomohiro Ishii) & Hiroshi Tanahashi en Dominion 6.4 el 9 de junio